# Petr Bourbonský
Petr Bourbonský (francouzsky Jean Ier de Bourbon-La Marche, 1342 – duben 1361, Lyon) byl krátce hrabě z La Marche z dynastie Bourbonů.

## Životopis
Narodil se jako prvorozený syn Jakuba, hraběte z La Marche, a Jany, dcery Huga ze Châtillonu. Společně s otcem bojoval v bitvě u Brignais, kde byli oba vážně zraněni a z bojiště převezeni do Lyonu. Otec zemřel a Petr jej přežil o pár dní. Byl pohřben v místním kostele jakobínů a poté společně s otcem přenesen do rodové nekropole v kostele sv. Jiří ve Vendôme. Hraběcí titul po něm zdědil mladší bratr Jan.